# Coppenrath & Wiese
Die Conditorei Coppenrath & Wiese KG mit Sitz in Mettingen ist ein Unternehmen der Lebensmittelindustrie, das tiefgekühlte Backwaren herstellt. Zum Produktportfolio gehören Torten, Kuchen, Desserts und Brötchen. 2017 beschäftigte das Unternehmen rund 2400 Personen am Produktionsstandort Mettingen im Tecklenburger Land und 200 am Verwaltungs- und Logistikstandort im Osnabrücker Stadtteil Atter.
Seit März 2015 gehört das Unternehmen zur Oetker-Gruppe.

## Geschichte

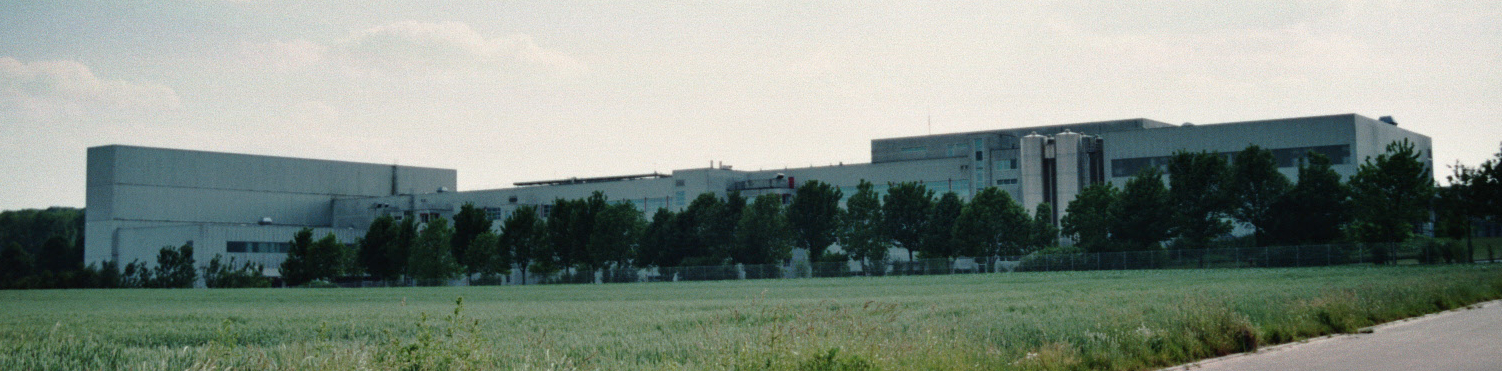
Produktionsstandort in Mettingen

Coppenrath & Wiese wurde 1975 von den Vettern Aloys Coppenrath aus Groß Hesepe, einem Kaufmann, und dem Konditor Josef Wiese aus Mettingen gegründet. Die Produktion von Tiefkühltorten wurde mit 35 Mitarbeitern in der alten Molkerei in Westerkappeln aufgenommen.
In den folgenden Jahren wurde die Produktion stetig ausgeweitet und neue Produkte wurden ins Sortiment aufgenommen, so dass 1992 eine neue Produktionsanlage im benachbarten Mettingen ihren Betrieb aufnahm. Ein kleiner Produktionsbereich verblieb zunächst im benachbarten Westerkappeln. 1996 wurde Backfrost Caldino in Ellingstedt übernommen, dieser Standort wurde am 31. März 2002 aufgegeben.
Im Jahr 2003 wurde die gesamte Produktion von Westerkappeln nach Mettingen verlagert und der Standort Westerkappeln geschlossen. Ebenfalls im Jahr 2003 musste das Unternehmen eines seiner Tortenprodukte bundesweit zurückrufen, nachdem ein elfjähriges Mädchen aus dem Rhein-Main-Gebiet kurz nach dem Genuss einer Sahnetorte gestorben war. Nach anschließenden staatlichen Labortests stellte sich eine befürchtete Verunreinigung mit Bakterien jedoch als nichtzutreffend heraus.
Das im Osnabrücker Stadtteil Atter gelegene Tiefkühlgroßlager und eine eigene Spedition besorgen den europaweiten Vertrieb der Produkte. Seit 2005 werden auch Tiefkühltorten und Kuchen in die USA und seit 2010 nach Australien exportiert.
Das Unternehmen vertreibt seine Waren sowohl unter der Herstellermarke Coppenrath & Wiese als auch der Zweitmarke Grotemeyer's Konditorei. Daneben fertigt es Ware für verschiedene Handelsmarken.
Ende Juni 2014 entschieden die vier Gesellschafter einstimmig, das Unternehmen zu verkaufen. Im März 2015 wurde bekannt, dass das Unternehmen von Dr. Oetker übernommen worden war.

## Produkte
Das Sortiment umfasst in Deutschland neben den über 80 verschiedenen Torten und Kuchen seit 1997 auch Tiefkühlbrötchen, die unter dem Namen „Unsere Goldstücke“ vertrieben werden. Das Aushängeschild des Unternehmens ist die Schwarzwälder Kirschtorte, obwohl das erfolgreichste Produkt des Unternehmens die Meistertorte „Mandel-Bienenstich“ ist (2016). 2011 wurde mit der neuen Produktlinie „Kleiner Augenblick“ der Markt der Desserts erschlossen.
2020 konnte das Unternehmen rund 260.000 Torten pro Tag produzieren.
Seit 2022 verkauft das Unternehmen auch vegane Torten, nachdem es zuvor bereits vegane Aufback-Strudel anbot.

## Werbung
Die Musik in der Fernsehwerbung für Coppenrath & Wiese ist der Tanz der Stunden aus der Oper La Gioconda (1876) von Amilcare Ponchielli.